# San Diego, Veracruz
San Diego är en ort i Mexiko.   Den ligger i kommunen Santiago Tuxtla och delstaten Veracruz, i den sydöstra delen av landet, 400 km öster om huvudstaden Mexico City. San Diego ligger 20 meter över havet och antalet invånare är 111.
Terrängen runt San Diego är platt. Runt San Diego är det ganska tätbefolkat, med 104 invånare per kvadratkilometer. Närmaste större samhälle är Francisco I. Madero, 9,4 km nordost om San Diego. Omgivningarna runt San Diego är en mosaik av jordbruksmark och naturlig växtlighet.